# شنول جوشکون
شنول جوشکون (انگلیسی: Şenol Coşkun; ۱۲ نوامبر ۱۹۸۸ – ۲۹ نوامبر ۲۰۰۶) بازیگر اهل ترکیه بود.